# Lenne
Lenne er en flod i Sauerland i Nordrhein-Westfalen i Vesttyskland. Lenne er 128 km lang, og den er én af Ruhrs sidefloder fra venstre side.
Lenne har sit udspring på toppen af Kahler Asten nær Winterberg. Floden munder ud i Ruhr ved byen Hagen. Tæt ved mundingen har Lenne en middelvandsføring på 25 kubikmeter pr sekund. Dermed er floden Ruhrs største biflod.
Lenne og Ruhr udspringer tæt ved hinanden, men de går forskellige veje, før de mødes igen i Hagen. Andre byer langs Lenne er Schmallenberg, Lennestadt, Finnentrop, Werdohl og Altena.
51°10′47″N 8°29′04″Ø / 51.179817°N 8.484367°Ø